# Becedillas
Becedillas è un comune spagnolo di 154 abitanti situato nella comunità autonoma di Castiglia e León.